# Celles-sur-Aisne

Celles-sur-Aisne este o comună în departamentul Aisne din nordul Franței. În 1 ianuarie 2022 avea o populație de 252 de locuitori.